# 37
Cette page concerne l'année 37  du calendrier julien. Pour l'année 37 av. J.-C., voir 37 av. J.-C. Pour le nombre 37, voir 37 (nombre).
L'année 37 est une année commune qui commence un mardi.

## Événements

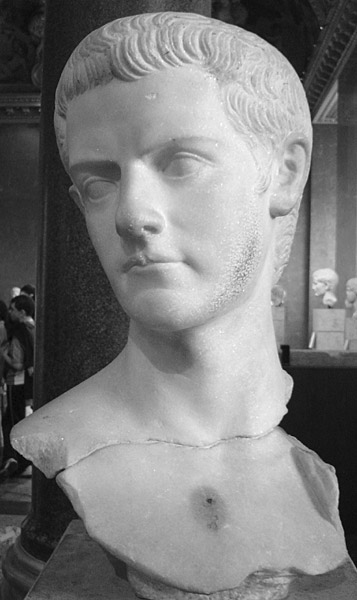
Caligula (musée du louvre). Il incarne la première tentative de divinisation d’un prince régnant : il légifère dans tous les domaines et émet sur tout des jugements de valeur péremptoires. Il s’oppose au Sénat en pratiquant une politique d’exécutions sommaires pour lèse-majesté et en s’appuyant sur les chevaliers, la plèbe, l’armée du Rhin et les courants religieux autorisant ses desseins d’immortalité.

- 16 mars : mort de Tibère à Misène, dans la villa de Lucullus en Campanie. Selon Tacite, Dion Cassius et Sénèque, il aurait été assassiné, étouffé sous ses couvertures par le préfet du prétoire Macron[1]. Suétone pour sa part n’incrimine pas Macron et rapporte diverses versions de la mort de Tibère : mort naturelle ou par absence de soins, mais aussi, par empoisonnement ou étouffement sous un coussin par Caligula[2]. Cette version est toutefois contestée par les historiens modernes, qui jugent plus vraisemblable une mort naturelle[3].
- 30 mars[4] : début du règne de Caligula, empereur romain (fin en 41). Caius, fils du populaire Germanicus, après avoir fait casser le testament de Tibère et écarté Gemellus, est reconnu sans difficulté comme empereur par le Sénat et par l’armée (Caligula, petite chaussure, est un surnom militaire)[5]. Il tombe gravement malade à l’automne[5].
  - Ponce Pilate rentre à Rome après la mort de Tibère. Il est remplacé par un certain Marcellus ou Marullus comme procurateur de Judée, Samarie et Idumée (37-41)[6].
  - Caligula nomme son ami Hérode Agrippa Ier pour diriger l'ancienne tétrarchie de Philippe avec le titre de roi[7]. Il le retient à Rome et lui dit « d'attendre les vents étésiens » pour se rendre en Palestine en passant par Alexandrie[8].
- 3 avril : funérailles de Tibère au champ de Mars à Rome[4].
- 20 avril : Pâque. Lucius Vitellius, le légat de Syrie, passe par Jérusalem et restitue la garde du vêtement du grand-pontife aux prêtres du Temple. Il destitue Caïphe et place Jonathan fils d’Anne comme grand-prêtre de Jérusalem[6].
- 9 juin : Pentecôte. Lucius Vitellius destitue Jonathan et nomme Théophile, fils d’Anne grand-prêtre de Jérusalem (37-41)[6].
- 30 août : dédicace du temple du divin Auguste au Palatin. Caligula donne des jeux somptueux le lendemain 31 août, jour de son anniversaire[9].
- Restauration du roi Antiochos IV de Commagène[4].

## Naissances en 37
- Flavius Josèphe, historien juif.
- 15 décembre : Néron, empereur romain à Antium[4].

## Décès en 37
- 16 mars : Tibère, empereur romain[4].
- 1er mai : Antonia Minor[4].
- Marcus Gavius Apicius
- Étienne (premier martyr) [10].